# Радко Пенев
Радко Димитров Пенев е български офицер, флотилен адмирал, командир на Флотилия бойни и спомагателни кораби.

## Биография
Роден е на 1 април 1974 г. в град Поморие. Завършва Висшето военноморско училище „Никола Вапцаров“ през 1998 г. със специалност „Корабоводене за ВМС“. Служи като командир на БЧ на среден десантен кораб към 7-и дивизион десантни кораби на Военноморска база Бургас. Завършва през 2004 г. Командно-щабния колеж на ВМС на САЩ в Нюпорт. Между 2007 и 2010 г. е щабен офицер по планиране на учения във Военноморско компонентно командване „Север“ на НАТО в Нордууд (Великобритания). Завършва през 2024 г. генерал-щабен курс в Националния университет по отбраната на САЩ във Вашингтон. На 2 юли 2024 г. е назначен за началник на сектор „Развитие на силите“ в отдел „Планиране на ВМС“ в Щаба на ВМС. От 1 април 2025 г. е повишен в чин флотилен адмирал и е назначен като командир на Флотилия бойни и спомагателни кораби. Има издадени три книги – „Струни“, „Грехът на Лилит“ и „Ритуалът“.

## Образование
- Строителен техникум, Бургас;
- Висше военноморско училище „Никола Вапцаров“ до 1998, специалност „Корабоводене за ВМС“;
- Командно-щабен колеж на ВМС на САЩ, Нюпорт, Роуд Айлънд до 2004;
- Национален университет по отбраната на САЩ, Вашингтон до 2024.

## Военни звания
- лейтенант (1998);
- старши лейтенант;
- капитан-лейтенант;
- капитан III ранг;
- капитан II ранг;
- капитан I ранг (3 февруари 2021);
- флотилен адмирал (1 април 2025).